# Rob Liefeld

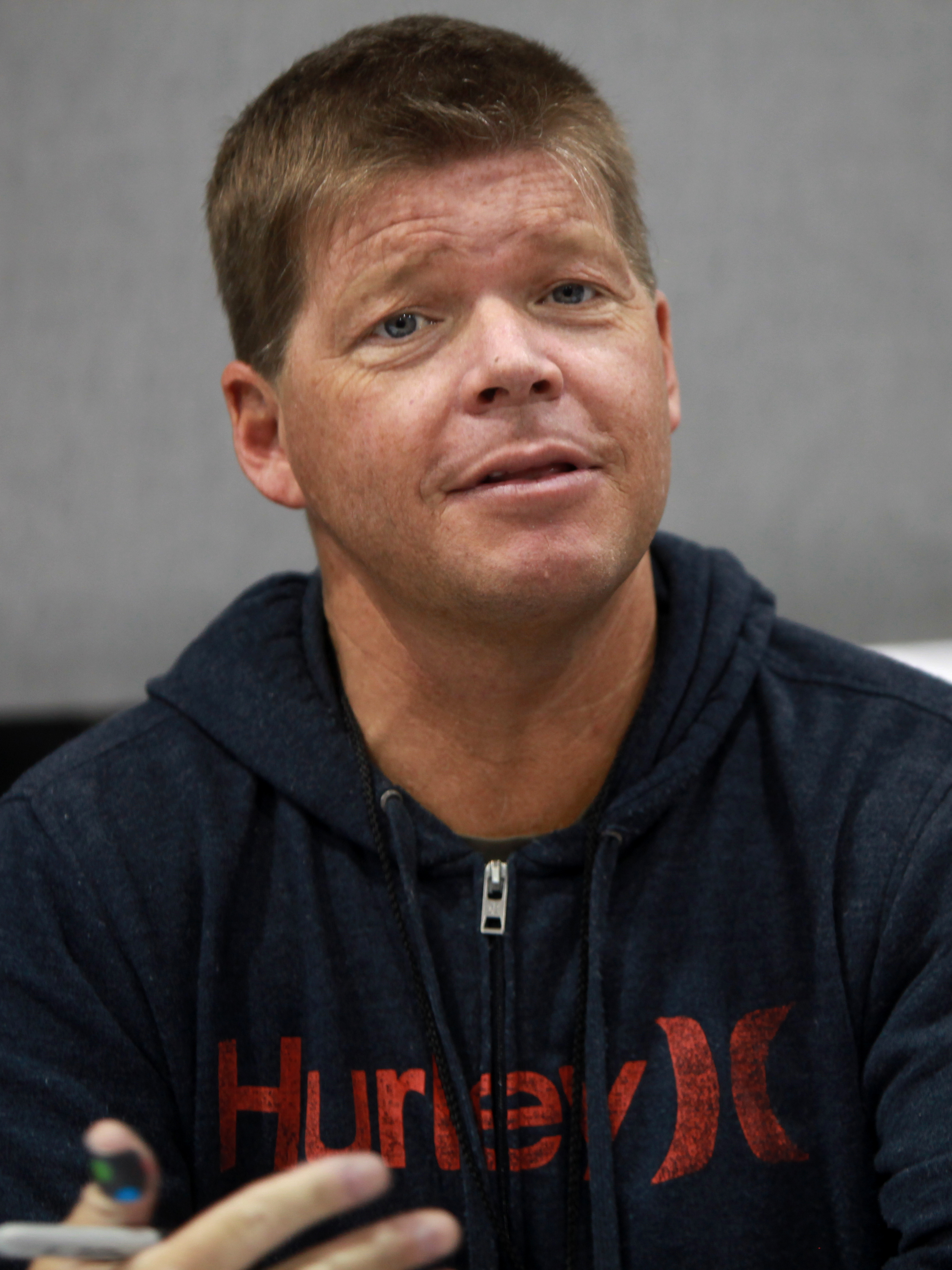
Rob Liefeld (2014)

Rob Liefeld (* 3. Oktober 1967 in Anaheim, Kalifornien, Vereinigte Staaten) ist ein US-amerikanischer Comicbuchautor, Comicbuchzeichner und Drehbuchautor. Seinen Durchbruch hatte er Anfang der 1990er Jahre bei Marvel Comics mit der X-Men-Spinoffserie X-Force. Er ist Mitbegründer des Comicverlages Image Comics und schrieb Episoden für die Comic-Reihe Spawn.

## Karriere
Liefeld wurde 1988 Zeichner der DC-Comics-Serie Hawk and Dove. Nachdem er sich dort etabliert hatte, übernahm er 1989 die Marvel-Comics-Serie The New Mutants. Nachdem er sich dort volle kreative Kontrolle zusichern ließ, interpretierte er die Serie neu. Die Serie wurde später in X-Force umgetauft. Die erste Ausgabe, veröffentlicht während der Spekulationsblase in der Comicbranche, verkaufte sich 4 Millionen Mal. Die beiden bekanntesten Charaktere wurden der waffenstarrende Cyborg Cable und der genmanipulierte Gladiator Shatterstar. Ihre Gewalttätigkeit sowie ihre Designs wurden später in der Miniserie Kingdom Come parodiert. Außerdem schuf er den Marvel-Charakter Deadpool.
Im Jahre 1991 beschloss er, Marvel Comics zu verlassen. Gemeinsam mit anderen Marvel-Künstlern wie Jim Lee, Todd McFarlane, Erik Larsen, Marc Silvestri und anderen gründete er Image Comics. Liefeld schrieb die Serie Youngblood, eine Pastiche der Teen Titans. 1997 verließ Liefeld Image Comics und gründete Awesome Comics. Doch wegen diverser Copyrightsstreitigkeiten konnte Liefeld kaum Comics veröffentlichen, geriet in finanzielle Probleme und kehrte 2000 zu Marvel Comics zurück. 2004 gründete er Arcade Comics, wo er Youngblood neu auflegte. 2007 kehrte er zu Image zurück.

## Stil
Liefeld bezeichnet sich als Künstler, dessen Sinn von Ästhetik stark von Massenmedien und Popkultur (MTV u. a.) inspiriert ist. Sein Zeichen- und Schreibstil gilt als äquivalent zu den effektgeladenen Actionfilmen von Michael Bay und Jerry Bruckheimer („Exciting in a Michael Bay-Jerry Bruckheimer way“), obwohl seine Bilder durch limitierte Gesichtsausdrücke und Abwesenheit von Füßen kritisiert werden („Limited facial expressions and his inability sometimes to draw feet“).

## Privates
Liefeld ist verheiratet und hat 3 Kinder.